# تبريد بالمياه

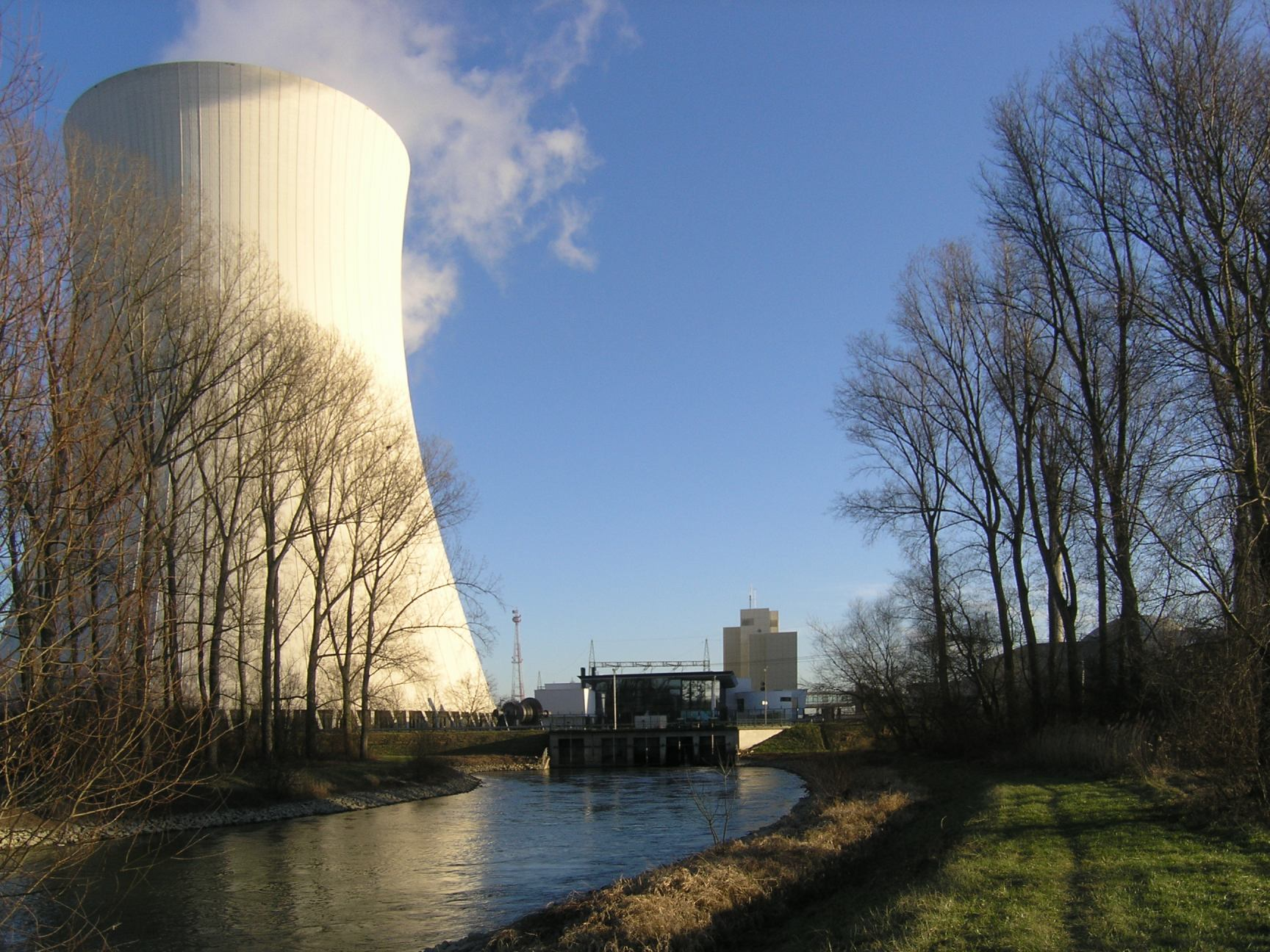
برج التبريد وتصريف المياه لمحطة للطاقة النووية

تبريد المياه هو وسيلة لنزع الحرارة من المكونات والمعدات الصناعية. قد يكون سائل الماء أكثر كفائه حيث يكون تبريد الهوائي غير فعال.في معظم المناخات المأهولة المياة تقدم مزايا الموصلية الحرارية من السائل مع سعة الحرارة النوعية عاليه والخيار التبريد بالتبخر.التكلفة المنخفضة غالبًا ما تسمح بالرفض كنفايات بعد استخدام واحد، ولكن قد يتم الضغط على حلقات تبريد إعادة التدوير للقضاء على فقدان التبخر وتوفر قابلية أكبر ونظافة محسنة.تتطلب حلقات التبريد غيرالمضغوطة التي تستخدم التبريد التبخري تدفق صهريج النفايات لإزالة الشوائب التي تتركز بالتبخر. وتشمل مساوئ أنظمة تبريد المياه التآكل المتسارع ومتطلبات الصيانة لمنع تخفيضات نقل الحرارة من الانسداد الحيوي أو تكوين المقياس. قد تؤدي المواد المضافة الكيميائية للحد من هذه العيوب إلى إدخال سمية لمياه الصرف الصحي. ويستخدم تبريد المياه عادة لتبريد محركات الاحتراق الداخلي للسيارات والمرافق الصناعية الكبيرة مثل محطات الطاقة الكهربائية النووية والبخارية، والمولدات الكهرمائية، ومصافي النفط، والمصانع الكيميائية. وتشمل الاستخدامات الأخرى تبريد الرشاشات، وتشحيم النفط في المضخات؛ التبريد في المبادلات الحرارية؛ منتجات التبريد منا لدبابات أو الأعمدة؛ التبريد في التدفئة والتهوية وتكييف الهواء في المبردات، ومؤخرا، تبريد المكونات الرئيسية المختلفة داخل الأنماط الحديثة لأجهزة الكمبيوتر الشخصية مثل وحدة المعالجة المركزية، وحدات وحدة معالجة الرسومات، ولوحات الأم.الآلية الرئيسية لتبريد المياه هي نقل الحرارة بالانتشار.

## الميزات
المياه غير مكلفة وغير سامة، ومتاحة على معظم سطح الأرض. . يوفر التبريد السائل التوصيلية الحرارية أعلى من تبريد الهواء.الماء لديه قدرة حرارة عالية النوعية بين السوائل المتاحة عادة في درجة حرارة الغرفة والضغط الجوي مما يسمح نقل الحرارة بكفاءة عبر المسافة مع معدلات منخفضة من نقل الكتلة. يمكن إعادة تدوير مياه التبريد من خلال نظام إعادة تدوير أو استخدامها في نظام تبريد الدورة الواحدة.. يتيح التبخير العالي للمياه خيار التبريد التبخري الفعال لإزالة الحرارة المُهدرة في أبراج التبريد أو برك التبريد. قد تكون أنظمة إعادة تدوير الانبعاثات مفتوحة إذا كانت تعتمد على التبريد التبخري أو مغلقة إذا تم إجراء إزالة الحرارة في المبادلات الحرارية مع فقدان التبخر لا يذكر. قد يفصل المبادلال حراري أو المكثف مياه التبريد غير الملامسة عن سائل يتم تبريده، أو اتصال مياه التبريد قد يمس مباشرة عناصر مثل نصل المنشار حيث يسمح فرق المرحلة بالفصل السهل. وتشدد اللوائح البيئية على انخفاض تركيزات النفايات في مياه التبريد غير المتلامسة.

## السفن والقوارب
المياه هي وسيلة التبريد المثالي للسفن كما أنها محاطة باستمرار من قبل المياه التي لا تزال عموما في درجة حرارة منخفضة على مدار السنة. يجب تصنيع الأنظمة العاملة بمياه البحر من مادة كوبرونكيل،البرونز، التيتانيوم أو مواد مقاومة للتآكل. وقد تتطلب المياه التي تحتوي على رواسب قيوداً على السرعة من خلال الأنابيب لتجنب التآكل بسرعة عالية أو انسداد بالتسوية بسرعة منخفضة.

## المساوئ
الماء يسرع تآكل الأجزاء المعدنية، وهو وسيلة مواتية للنمو البيولوجي.تتركز المعادن الذائبة في إمدادات المياه الطبيعية عن طريق التبخر لترك الرواسب تسمى النطاق. مياه التبريد غالبا ما تتطلب إضافة المواد الكيميائية للحد من التآكل وعزل الرواسب من النطاق والترسبات البيولوجية.

## الكيمياء
يحتوي الماء على كميات مختلفة من الشوائب من ملامسة الغلاف الجوي والتربة والحاويات. تميل المعادن المصنعة إلى العودة إلى الخامات عن طريق التفاعلات الكهروكيميائية للتآكل. يمكن للمياه تسريع التآكل كموصل كهرباي ومذيب للأيونات المعدنية والأكسجين.تفاعلات التآكل تزداد بسرعة أكبر مع ارتفاع درجة الحرارة. وقد تم تحسين الحفاظ على الآلات في وجود الماء الساخن بإضافة مثبطات التآكل بما في ذلك الزنك والكروسات والفوسفات. أول اثنين لديهم مخاوف من السمية؛ وقد ارتبطت الأخيرة مع تتريف (نمو مفرط لأحد العضويات على حساب عضويات أخرى) التركيزات المتبقية من المبيدات الحيوية ومثبطات التآكل هي مصدر قلق محتمل لـنظام إعادة التدوير والدفع من أنظمة إعادة تدوير باستثناء الآلات ذات العمر التصميمي القصير، تتطلب أنظمة إعادة تدوير مغلقة معالجة مياه التبريد الدورية أو الاستبدال مما يثير قلقًا مماثلًا حول التخلص النهائي من مياه التبريد التي تحتوي على مواد كيميائية تستخدم مع افتراضات السلامة البيئية لنظام مغلق.مفتوحة.